# Issam al-Haddad

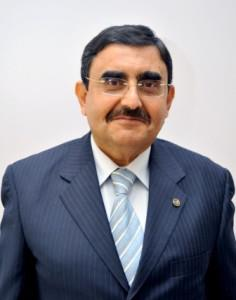
Issam al-Haddad

Issam al-Haddad (arabisch عصام الحداد, DMG ʿIṣām al-Ḥaddād; * 1953 in Alexandria, Ägypten) ist ein ägyptischer Politiker. Er war leitender Berater für Außenbeziehungen für die Muslimbruderschaft in Ägypten und die Partei für Freiheit und Gerechtigkeit. Im August 2012 wurde er zu einem der vier ägyptischen Präsidentenassistenten ernannt, die bis zum Sturz des ägyptischen Präsidenten Mohammed Mursi am 3. Juli 2013 für Außenbeziehungen und internationale Zusammenarbeit zuständig waren. Er befindet sich derzeit in Einzelhaft im al-Aqrab-Gefängnis in Kairo.

## Frühes Leben und Karriere
Al-Haddad verbrachte sein frühes Leben in Alexandria in Ägypten. Er besuchte die medizinische Fakultät der Universität Alexandria, wo er einen BA-Abschluss erwarb. Sein politisches Engagement begann während seiner Studienzeit, als er zum Präsidenten der Studentenvereinigung gewählt wurde.
Er erwarb seinen M.B.A. an der Aston University, England. Er promovierte an der medizinischen Fakultät der Universität Birmingham, wo er auch als Forschungsstipendiat tätig war. Er war außerdem Leiter der ägyptischen Studentenvereinigung in Birmingham und Leiter der islamischen Studentenvereinigung an der Universität Birmingham.
1984 war al-Haddad Mitbegründer von Islamic Relief, einer internationalen humanitären Organisation, die in mehr als 40 Ländern Nothilfe leistet, langfristige Entwicklungsarbeit leistet und Kampagnen für Veränderungen durchführt. Der internationale Hauptsitz von Islamic Relief befindet sich in Digbeth, in Birmingham, Großbritannien.
In Ägypten war er Vorsitzender der Arabian Group For Development (AGD), das Unternehmen war Mitglied der Union of Arab Exhibitions, des International Business Forum, der Deutsch-Arabischen Industrie- und Handelskammer, der British Egyptian Business Association und der Kanadischen Handelskammer. Er gründete auch die „Inter-Build Egypt“, die größte Messe des Landes für den Bausektor.
Er arbeitete auch als Unternehmensberater bei SKOPOS, einem der führenden Unternehmen für Unternehmensberatung und Organisationsentwicklung im Nahen Osten mit Sitz in Dubai, VAE. Außerdem ist er Mitglied des Verwaltungsrats des International Business Forum (IBF) in Istanbul und ein häufiger Diskussionspartner und Teilnehmer des Friends of Europe Think Tank (Entwicklungsforum) in Brüssel.

## Familienangehörige
Einer seiner Söhne ist Gihad al-Haddad, leitender Berater und Pressesprecher der Muslimbruderschaft. Gihad al-Haddad war in der Zeit nach dem Sturz des ehemaligen Präsidenten Mohammed Mursi zum bekanntesten Gesicht der Muslimbruderschaft in den ausländischen Medien geworden. Er führte mehrere Interviews mit internationalen Medien vom Rābiʿa-Platz aus, wo die Demonstranten mehr als einen Monat lang einen Sitzstreik abhielten. Er befindet sich jetzt auch im al-Aqrab-Gefängnis in Einzelhaft.

## Mursi-Regierung
Al-Haddad wurde im August 2012 zum Assistenten von Präsident Mohammed Mursi für Außenbeziehungen und internationale Zusammenarbeit ernannt. Er leitete die Bemühungen des Landes um den Beitritt zu den BRICS-Staaten und entwickelte die ägyptische Initiative zur Beendigung der Syrien-Krise. Er trug auch zum Waffenstillstand zwischen Gaza und Israel im Jahr 2012 bei.
Am 30. Juni 2013, nach einem Jahr der Präsidentschaft von Mursi, gingen Millionen von Demonstranten in ganz Ägypten auf die Straße und forderten den Rücktritt von Mohammed Mursi. Nach drei Tagen startete General Abd al-Fattah as-Sisi, der Oberbefehlshaber der ägyptischen Streitkräfte, den Militärputsch in Ägypten 2013 und stürzte Präsident Mohammed Mursi.
Bevor General Sisi seine Erklärung abgab, postete al-Haddad auf seinem offiziellen Facebook-Account eine beängstigende Erklärung, die von den Medien zu diesem Zeitpunkt beschrieben wurde. Im Folgenden sind Teile davon wiedergegeben.

„Während ich diese Zeilen schreibe, bin ich mir völlig bewusst, dass dies vielleicht die letzten Zeilen sind, die ich auf dieser Seite veröffentlichen werde. Um Ägyptens willen und der historischen Genauigkeit willen sollten wir das, was gerade passiert, bei seinem richtigen Namen nennen: Militärputsch.
...
Am 25. Januar stand ich auf dem Tahrir-Platz. Meine Kinder haben in Kairo und Alexandria protestiert. Wir waren bereit, uns für diese Revolution zu opfern. Als wir das taten, haben wir keine Revolution der Eliten unterstützt. Und wir haben keine bedingte Demokratie unterstützt. Wir standen und stehen immer noch für eine sehr einfache Idee: Wenn wir die Freiheit haben, können wir Ägypter Institutionen aufbauen, die es uns ermöglichen, all die verschiedenen Visionen für das Land zu fördern und zu wählen. Wir haben schnell festgestellt, dass fast keiner der anderen Akteure bereit war, diese Idee auf uns auszuweiten.
...
Es gibt immer noch Menschen in Ägypten, die an ihr Recht glauben, eine demokratische Wahl zu treffen. Hunderttausende von ihnen haben sich versammelt, um die Demokratie und die Präsidentschaft zu unterstützen. Und sie werden angesichts dieses Angriffs nicht aufgeben. Um sie zu bewegen, wird es Gewalt geben müssen. Sie wird entweder von der Armee, der Polizei oder den angeheuerten Söldnern ausgehen. In jedem Fall wird es ein erhebliches Blutvergießen geben. Und die Botschaft wird in der gesamten muslimischen Welt laut und deutlich widerhallen: Demokratie ist nichts für Muslime.
...
Ich brauche die weltweiten katastrophalen Auswirkungen dieser Botschaft nicht im Detail zu erklären. In der letzten Woche wurde immer wieder versucht, zu entgegnen, dass dies nur Panikmache sei und dass die Zerschlagung der aufkeimenden ägyptischen Demokratie zu bewältigen sei. Wir haben nicht mehr die Zeit, uns auf ein frivoles akademisches Hin und Her einzulassen. Das Publikum, das diese Seite liest, weiß, welchen Preis die Welt für die Kriege in Afghanistan und im Irak zahlt. Ägypten ist weder Afghanistan noch Irak. Sein symbolisches Gewicht und die daraus resultierenden Auswirkungen sind weitaus bedeutender.
...
Viele haben es in den letzten Monaten für angebracht gehalten, uns darüber zu belehren, dass Demokratie mehr ist als nur die Wahlurne. Das mag in der Tat wahr sein. Was aber definitiv stimmt, ist, dass es ohne die Wahlurne keine Demokratie gibt.“

Zwei Monate später begannen Sisis loyale Truppen ein blutiges Vorgehen gegen Demonstranten und Dissidenten, das später als Blutbad in Kairo und Gizeh 2013 bezeichnet wurde und bei dem 1.400 Menschen starben und 16.000 inhaftiert wurden.

## In Haft
Nachdem Mursi und eine Reihe seiner Helfer von den Streitkräften des Landes an einen unbekannten Ort gebracht worden waren, blieb al-Haddad monatelang ohne offizielle Anklage an diesem Ort, bis er am 21. Dezember 2013 in das al-Aqrab-Gefängnis verlegt wurde.
Im September 2013 wurde Gihad al-Haddad in einer Wohnung in Nasr City festgenommen. Er befindet sich jetzt im selben Gefängnis wie sein Vater, aber in verschiedenen Flügeln, wo sie sich nach Angaben seiner Familie weder sehen noch kontaktieren können.
Das al-Aqrab (Skorpion)-Gefängnis in Tura ist ein berüchtigtes Hochsicherheitsgefängnis für politische Gefangene, zu denen auch die Führer der Muslimbruderschaft und der Jugendbewegung des 6. April sowie politische Aktivisten gehören. Die Insassen dieses Gefängnisses werden misshandelt, haben zu wenig zu essen und können ihre Familien nur unter extrem schlechten Bedingungen besuchen. Issam und sein Sohn Gihad befinden sich in Einzelhaft, wo sie sich nur eine Stunde pro Tag in einem geschlossenen Hof bewegen dürfen.
Oberst Omar Afifi äußerte sich zu Al-Aqrab wie folgt:

„Das al-Aqrab-Gefängnis wurde so konzipiert, dass tagsüber kein Sonnenlicht in die Zellen gelangt. Infolgedessen entwickeln die Insassen andere Krankheiten aufgrund des Mangels an Vitamin D, dessen Mangel zu geistiger und körperlicher Schwäche führt. Das Gefängnis leidet auch unter mangelnder Belüftung. Im Sommer steigt die Temperatur im Inneren des Gefängnisses auf ein unerträgliches Niveau, während es sich im Winter in eine Gefriertruhe verwandelt.“

Al-Haddad steht seit mehr als 3 Jahren vor Gericht, ohne dass er bisher verurteilt wurde. Menschenrechtsorganisationen halten die politischen Prozesse in Ägypten für ungerecht. Die Direktorin von Amnesty International in Deutschland, Selmin Çalışkan, sagte: „Massenprozesse gegen Oppositionelle sind grob unfair und machen die Justiz selektiver“ Sie fügte hinzu: „Die ägyptische Justiz ist zu einem Instrument zur Unterdrückung der Opposition und der freien Presse geworden. Mindestens 20 Journalisten sitzen derzeit im Gefängnis, weil sie in ihrer Berichterstattung die Regierung kritisiert oder Menschenrechtsverletzungen aufgedeckt haben.“

## Hungerstreik
Im Februar 2016 protestierte Issam al-Haddad, als Gefängnisbeamte in seine Zelle einbrachen und ihn beleidigten. Als Reaktion auf seine Proteste nahmen ihm die Beamten eine Woche lang das Recht, seine Einzelzelle zu verlassen und in den Gefängnishof zu gehen. Al-Haddad erklärte: „Ich bin 63 und dem Tod nahe, aber ich werde in Würde sterben“. Die Gefängnisbeamten drohten ihm, dass seine Gesundheit einen solchen Streik nicht aushalten würde, aber er bestand darauf, und einen Tag später zogen sich die Gefängnisbeamten zurück.
In der Zwischenzeit verbot al-Aqrab vom 24. Januar bis zum 10. Februar 2016 Familienbesuche bei den Gefangenen. Als die Besuche wieder aufgenommen wurden, durften nur 30 Familien pro Tag ein Gefängnis besuchen, in dem mehr als 1.000 Häftlinge untergebracht sind. Infolgedessen mussten die Familien in der Nacht vor ihren Besuchen auf der Straße vor dem Gefängnistor schlafen, um sicherzugehen, dass sie ihre Häftlinge am nächsten Tag besuchen durften. Am 14. Februar griffen Gefängniswärter die Familien an, die sich weigerten, das Gefängnis zu verlassen, nachdem ihnen das Recht verweigert worden war, ihre Angehörigen zu sehen. Vier Frauen wurden geschlagen und kurzzeitig festgenommen, und viele fielen zu Boden, nachdem sie von den Wärtern gewaltsam gestoßen worden waren.
Mehrere Häftlinge, darunter Gihad al-Haddad, streikten gegen Misshandlungen und die erniedrigenden Bedingungen bei Familienbesuchen. Unter dem Slogan „Ich bin ein Mensch“ haben die Gefangenen vier Hauptforderungen aufgestellt:
- Wöchentliche, einstündige Familienbesuche ohne Glasbarriere
- Verbesserung der Qualität und Quantität des Essens und des Wassers auf „menschenwürdige Verhältnisse“.
- Ermöglichung von Paketen im Gefängnis
- Täglicher Freigang für die Häftlinge

Alle oben genannten Rechte sollten eigentlich bereits durch das Gefängnis garantiert werden.
Unterdessen gab die Vereinigung der Familien der Aqrab-Häftlinge eine Erklärung ab: „Generalmajor Hassan as-Sohagi, stellvertretender Innenminister für den Gefängnisbereich, traf sich mit den Hungerstreikenden des Aqrab-Gefängnisses und gab ihnen eine kurze Botschaft mit auf den Weg: Er habe „eine Carte Blanche, mit diesem Streik umzugehen“, und zwar auf jede erdenkliche Art und Weise, von der Belästigung der Familien der Gefangenen über die Verhinderung von Besuchen bis hin zu staatlich geförderten Hinrichtungen, wenn der Streik nicht beendet werde. Die Gefangenen wiesen die Drohung des Junta-Regimes zurück.“
Das Ergebnis dieses Hungerstreiks ist unklar, aber die Gefangenen von al-Aqrab leiden immer noch unter schlechten Bedingungen, während sich ihre Prozesse dem Ende nähern.